# 成興
成興，是臺灣宜蘭縣五結鄉的一個傳統地域名稱，位於該鄉東南部。相較於今日行政區，其範圍大致為成興村西部凸出部分。

## 歷史
台灣清治末期，成興地區為一街庄，稱為「成興庄」，隸屬於利澤簡堡。該庄東與下清水庄為鄰，鐤橄社庄為鄰，南與猴猴庄為鄰，西邊中、南段為隆恩庄，西邊北段及北邊為利澤簡庄。
1901年（日明治三十四年）11月，該庄隸屬於宜蘭廳，編入第十三區。1905年（明治三十八年）7月，該區改名為「利澤簡區」。1920年（大正九年），該庄改制為「成興」大字，隸屬於臺北州羅東郡五結庄。
戰後五結庄改制為五結鄉，隸屬於臺北縣，大字亦改制為村。1950年10月，北、基、宜分治，五結鄉改隸屬於宜蘭縣。

## 聚落
本地區發展較早的聚落為成興，在日治期初期的官方地圖上已有記載。

## 交通
省道台2戊線（利成路一段）是新店至蘇澳鎮聖湖的幹道，大致以北偏西－南偏東走向經過成興地區。由該道路向北偏西可前往利澤簡並止於其東北部邊界處省道台2線路口，向南偏東可前往猴猴、馬賽、隘丁、糞箕湖並止於省道台9線路口。
鄉道宜30線是冬山鄉蚊子坑至成興的道路，大致以西偏南－東偏北走向經過本地區南部邊界，並與省道台2戊線相交。由該道路向西偏南可前往隆恩、奇武荖、補城地與香員宅交界地帶、冬山市區、大和、員山、鹿埔、阿里史並止於鄉道宜46線路口，向東偏北可前往下清水西南部並止於省道台2線路口。